# Institut médico-légal de Paris
Pour les articles homonymes, voir Morgue de Paris et IML.
L'institut médico-légal (IML) de Paris est une morgue ouverte en 1923 au 2 place Mazas, le long du quai de la Rapée, dans le 12e arrondissement de Paris.

## Missions
Dépendant de la préfecture de police de Paris, il reçoit les corps des défunts dans les cas suivants :
- décès sur la voie publique, accidentel ou non ;
- décès d'origine criminelle ou considéré comme suspect ;
- corps non identifié ;
- demande émanant de la famille ou par mesure d'hygiène publique.

Dans l'attente du départ pour les obsèques, les corps sont conservés en chambre froide.
Sur requête du parquet, l'IML réalise les autopsies sur ces cadavres, examens de médecine légale effectués par un médecin légiste. Dans ce cas, ceux-ci ne peuvent quitter l'institut que lorsque le permis d'inhumer aura été délivré par le magistrat chargé de l'enquête.

## Historique
En 1868, Haussmann fait construire une morgue sur la pointe est de l'île de la Cité, quai de l'Archevêché (l'actuel square de l'Île-de-France) à l'emplacement d'une ancienne promenade dénommée « le Terrain ». Le bâtiment, qui avait allure d'un petit temple grec, remplaça lui-même une ancienne morgue située à proximité quai du Marché-Neuf.

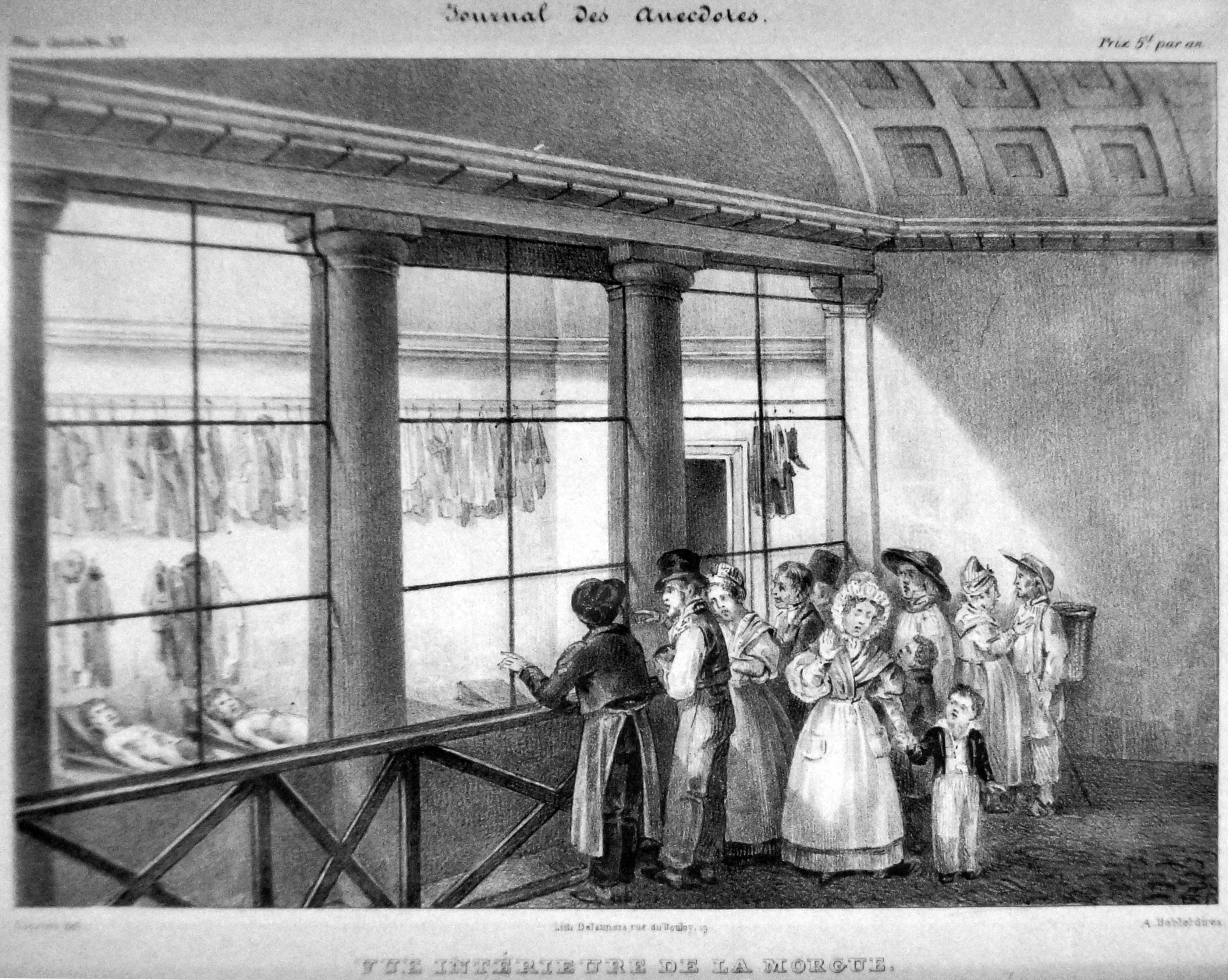
Exposition de corps à la morgue à Paris au XIXe siècle.

Celle-ci constitue, à l'époque, une des sorties les plus en vogue de la capitale : les cadavres à identifier (notamment des victimes de noyades), étendus sur douze tables inclinées de marbre noir, y sont exposés pendant trois jours, dans une salle séparée du public par une vitre. 
En 1907, l'entrée de la morgue est interdite au public par un décret du préfet Lépine : désormais seules les personnes munies d'une autorisation spéciale peuvent y pénétrer.
L'établissement actuel du quai de La Rapée, devenu institut médico-légal en remplacement de l'ancienne morgue, a été bâti au plus près du viaduc du quai de la Rapée, sur un terrain de 2 000 m2 appartenant à la Ville de Paris, sur un rapport de Paul Escudier. Il est inauguré en 1923, dix ans après l'ouverture du chantier, celui-ci ayant été retardé par la Première Guerre mondiale. C'est un bâtiment en briques conçu par l'architecte Albert Tournaire, dont le nom est ensuite donné au square situé à proximité,.
Selon le rapport d'une mission interministérielle chargée d'évaluer la médecine légale en Île-de-France en 2016, l'IML ne dispose pas « des moyens modernes nécessaires à une activité d'excellence ».

## Chiffres
Selon les informations fournies par la préfecture de police de Paris, l'IML reçoit 3 000 corps en moyenne chaque année, sur lesquels 2 000 autopsies et 1 000 examens externes (examen sans incision) sont pratiqués, soit six à neuf autopsies par jour.

## Personnel
L'IML emploie en tout une quarantaine de personnes :
- un directeur (professeur de médecine et médecin légiste) ;
- un secrétaire-général ;
- une vingtaine de médecins légistes vacataires ;
- un anthropologue légiste ;
- deux psychologues cliniciennes ;
- un responsable de pôle administratif ;
- une secrétaire ;
- six hôtesses d'accueil ;
- un standardiste ;
- vingt-quatre identificateurs (personnels techniques chargés d'identifier et présenter les corps, de les préparer ou de faire la restitution tissulaire) ;
- Trois adjoints techniques (chauffeurs et coursiers) ;
- quatre agents techniques d'entretien.

## Pour approfondir